# Битва за Перемышль
Би́тва за Пере́мышль — боевые действия между нерегулярными формированиями украинцев и поляков со 2 по 10 ноября 1918 года за город Перемышль в ходе польско-украинской войны. Это сражение было первым в ходе войны.
После провозглашения украинской власти по всей Галиции в ночь на 1 ноября в Перемышле начались столкновения польских и украинских жителей города. Австрийский губернатор отказался передавать власть в Перемышле украинцам, передав её полякам. Тогда же польская полиция приступила к подавлению митингов украинцев, что привело к гибели 7 украинских студентов у железнодорожного вокзала. Это послужило поводом к вооружённым выступлениям.
3 ноября в Перемышль прибыло 220 вооружённых крестьян из местных сёл. При поддержке горожан-украинцев польская полиция была вытеснена из города, а вся полнота власти в Перемышле перешла к украинской стороне. Был организован призыв жителей города в нерегулярные формирования для боёв с поляками. На протяжении недели в городе сохранялось спокойствие.
10 ноября к городу подошли польские войска численностью 2000 человек с захваченным у австрийцев бронепоездом. Им противостояли 700 украинцев. К вечеру того же дня украинские формирования были выбиты из Перемышля. Благодаря тому, что Перемышль попал в руки полякам, они смогли направить в изолированный от Польши Львов подкрепления, а позже полностью занять город.